# Loretta
Loretta, anciennement connue sous le nom de scène de Laure Milan, est une auteur-compositeur-interprète française de R'n'B et de soul née le 16 novembre 1980 à Auch.
Avant de se lancer dans une carrière solo, elle commence par écrire et composer des chansons pour des artistes comme Amel Bent, Sheryfa Luna, Gage, Myriam Abel, Joanna Lagrave, pour la comédie musicale Cléopâtre.

## Carrière
Après de nombreuses premières parties comme celles de Diam's, Corneille, Craig David, Pierre Gage, Ne-Yo, Lauryn Hill, Lionel Richie (lors des étapes françaises de sa tournée Coming Home Tour), Raphael Saadiq, elle sort son premier album sous le nom de Laure Milan, L. aime, le 16 octobre 2006. On y retrouve notamment un duo avec Diam's. 
Le deuxième album de Laure Milan, Sourire aux anges, sort le 19 mai 2008. On peut y entendre un duo avec le Belge James Deano et le chanteur Ben l'Oncle Soul. Ces deux albums sont produits par Mercury Universal Music France.
Côté scène, elle joue au Café de la Danse, à La Cigale et à l'Olympia (le 1er juillet 2008).
En janvier 2008, elle interprète avec Sweet'Air le Projet Baltimore, rejoignant ainsi Jacques Higelin, Maurane et Riké de Sinsemilia en soutien aux otages du monde.
En 2011, Laure Milan sort un EP six titres intitulé Say U Love Me, tout en anglais, disponible en téléchargement légal.
En 2012, elle change de nom de scène, optant pour Loretta.
On la (re)découvre en première partie de Sting au zénith de Paris et sur la scène du Palace pour présenter son album soul en anglais Find a way.
En 2013, elle sort Miss you et The Wonder That You Are, chansons extraites de son prochain album Find a Way qui sort en 2014. Les clips de ses deux titres sont disponibles sur sa page Youtube.

## Discographie
Albums :
- L. aime (Laure Milan), 2006
- Sourire aux anges (Laure Milan), 2008
- Find a Way (Loretta), 2014

EP :
- Say U Love Me (Laure Milan), 2011

Singles :
- Je t'attends - La meilleure (Laure Milan), 2006
- Si tu dois partir (Laure Milan), 2008
- Fame - Frenemy (Laure Milan), 2011
- Miss You (Loretta), 2012
- The Wonder That You Are (Loretta), 2013

Apparitions musicales :
- 2003
  - Duo avec Diam's : Amoré sur son album Brut de femme.
  - Duo avec Saya : La Folie des Hommes sur son album À la vie.
  - Duo avec Pit Baccardi : Limbissanga pour la compilation Four West Indies.
- 2004 : featuring avec Diam's sur le titre Maladif pour la compilation Ensemble contre le sida.
- 2007 : duo avec Sheryfa Luna : Larmes sur son album Sheryfa Luna.
- 2009 : duo avec le groupe Soulfinger : À l'abri des plages.
- 2012 : avec 1995 : Baisse ta vitre.
- 2014 : avec l'Entourage : Anges & Démons.

Chœurs pour différents artistes :
- Amel Bent sur son album Un jour d'été
- Sniper sur le titre Trop vite
- Rohff sur le titre La vie continue
- Keity Slake sur le titre Fais-le pour moi
- Kennedy sur le titre Mon son tourne
- Sheryfa Luna sur le titre Tant que je chante